# Brachysomophis
Brachysomophis is een geslacht van straalvinnige vissen uit de familie van slangalen (Ophichthidae). Het geslacht is voor het eerst wetenschappelijk beschreven in 1856 door Johann Jakob Kaup.

## Soorten
- Brachysomophis atlanticus Blache & Saldanha, 1972
- Brachysomophis cirrocheilos Bleeker, 1857
- Brachysomophis crocodilinus Bennett, 1833)
- Brachysomophis henshawi Jordan & Snyder, 1904
- Brachysomophis longipinnis McCosker & Randall, 2001
- Brachysomophis porphyreus Temminck & Schlegel, 1846
- Brachysomophis umbonis McCosker & Randall, 2001